# آندری بلائیر
آندری بلائیر (رومانیایی: Andrei Blaier؛ ‏ ۱۶ مهٔ ۱۹۳۳ – ۱ دسامبر ۲۰۱۱) کارگردان فیلم اهل رومانی بود.
از فیلم‌هایی که وی در آن‌ها نقش داشته‌است، می‌توان به از میان خاکسترهای امپراتوری و توپ اشاره نمود.